# Desaparición forzada de Iván Eladio Torres
La desaparición forzada de Iván Eladio Torres es un caso de desaparición forzada cometida en la ciudad de Comodoro Rivadavia en Argentina presuntamente por policías de la provincia de Chubut, luego de que Iván Eladio Torres fuera detenido el 3 de octubre de 2003. El hecho se produjo durante las gobernaciones de José Luis Lizurume y Mario Das Neves. La investigación tuvo serias irregularidades y demoras, y seis testigos claves fueron asesinados. Ambos gobernadores, la Corte Suprema provincial y los fiscales del caso negaron que se tratara de una desaparición forzada. La familia debió llevar el caso a la Corte Interamericana de Derechos Humanos (CIDH) que en 2011 condenó al Estado argentino por la desaparición forzada de Iván Torres y ordenó “iniciar, dirigir y concluir las investigaciones y procesos necesarios, en un plazo razonable, con el fin de establecer la verdad de los hechos, así como de determinar y en su caso, sancionar a todos los responsables de lo sucedido". Cuatro años después dieciséis policías fueron acusados y llevados a juicio, resultando condenados dos de ellos como partícipes necesarios, mientras que los demás resultaron absueltos. Los autores nunca fueron encontrados. El caso llevó al Congreso argentino a tipificar el delito de desaparición forzada incorporándolo como delito en el Código Penal (artículo 142 ter).

## Hechos
Iván Eladio Torres Millacura era un ciudadano argentino residente en Comodoro Rivadavia, provincia de Chubut, que desapareció entre la noche del 2 de octubre de 2003 y la madrugada del día siguiente. Iván se encontraba esa noche con amigos, que se apartaron brevemente de él para ayudar a las empleadas de una heladería a ingresar al negocio un castillo inflable. Los jóvenes vieron marcharse un patrullero policial y cuando salieron pocos minutos después Iván ya no se encontraba allí. Un testigo, luego asesinado en dependencias policiales, fue testigo también de la detención y castigo sufrido por Iván.
El hecho se produjo durante la gobernación de José Luis Lizurume y la investigación tuvo serias irregularidades y demoras. Seis testigos claves fueron asesinados. El gobernador Lizurume y luego también el gobernador Mario Das Neves, la Corte Suprema provincial y los fiscales del caso negaron que se tratara de una desaparición forzada.
La familia debió llevar el caso a la Corte Interamericana de Derechos Humanos (CIDH) que en 2011 condenó al Estado argentino por la desaparición forzada de Iván Torres y ordenó “iniciar, dirigir y concluir las investigaciones y procesos necesarios, en un plazo razonable, con el fin de establecer la verdad de los hechos, así como de determinar y en su caso, sancionar a todos los responsables de lo sucedido".
La condena del Estado argentino por la CIDH, llevó a que el Congreso Nacional aprobara en 2011 la Ley 26.679 tipificando la desaparición forzada e incorporándolo como delito al Código Penal (artículo 142 ter).
Cuatro años después dieciséis policías fueron acusados y llevados a juicio, resultando condenados dos de ellos como partícipes necesarios, mientras que los demás resultaron absueltos. Los autores no fueron encontrados. El comisario Fabián Alcides Tillería fue condenado a 15 años de prisión y el oficial Marcelo Alberto Chemin fue condenado a 12 años de prisión.

## Otras fuentes
- Cecchi, Horacio (7 de julio de 2016). «La desaparición tiene condena». Página/12.
- «El caso que obligó al Estado argentino a tipificar la desaparición forzada también se produjo en Chubut». El Patagónico. 4 de septiembre de 2017.
- Corte Interamericana de Derechos Humanos (26 de agosto de 2011). «Sentencia Caso Torres Millacura y otros contra Argentina». Organización de Estados Americanos.

- Datos: Q47501882